# West Malvern
West Malvern é uma vila e paróquia civil localizada em Worcestershire, na Inglaterra. 